# Kathleen Long
Kathleen Long (* 7. Juli 1896 in Brentford; † 20. März 1968 in Cambridge) war eine englische Pianistin und Musikpädagogin.
Long hatte seit 1900 privaten Klavierunterricht. Von 1910 bis 1916 studierte sie bei Herbert Sharpe am Royal College of Music, wo sie selbst von 1920 bis 1964 Klavier unterrichtete. Eine ihrer Schülerinnen war die walisische Komponistin und Pianistin Eiluned Davies. Bereits während ihres Studiums trat sie in Konzerten des College (u. a. mit Konzertetüden von Sergei Ljapunow) auf, und zum Studienabschluss 1916 spielte sie Camille Saint-Saëns’ Klavierkonzert g-Moll unter der Leitung von Charles Villiers Stanford.
Seit ihrem Debüt 1917 in der Aeolian Hall bis zu ihrem krankheitsbedingten Rückzug 1967 war Long fester Teil des Londoner Musiklebens als Klavierbegleiterin, Kammermusikerin und Solistin. Schwerpunkte ihres Repertoires waren neben der klassischen Klaviermusik (insbesondere das Werk Wolfgang Amadeus Mozarts) die französische Klavierliteratur des 19. und 20. Jahrhunderts sowie Klavierwerke zeitgenössischer englischer Komponisten. Zu ihren Welturaufführungen gehören ein Klavierkonzert von Edmund Rubbra (1933), die Rhapsody Phantasm von Frank Bridge (1934), das Klavierkonzert von Anis Fuleihan (1938), das Concertino leggiero von George Dyson (1951) und Concertino von Gordon Jacob (1955).
Als Duopartnerin arbeitete Long mit Geigern wie Symour Whinyates, Orrea Pernel, Adila Fachiri, Eda Kersey und Antonia Brosa, Cellisten wie Pablo Casals, Guilhermina Suggia, Antoni Sala und James Whitehead sowie mit Sängern wie Flora Nielsen und Marc Raphael zusammen. Neben ihren Auftritten in Londoner Konzerthallen unternahm sie auch Konzertreisen nach Südafrika, Kanada und die USA, spielte im Rundfunk der BBC und spielte zahlreiche Werke auf Schallplatten ein. Für ihren Einsatz für die französische Musik wurde sie 1950 mit dem Ordre des Palmes Académiques geehrt, 1957 wurde sie zum Commander of the British Empire ernannt.